# Katavi (regija)
Katavi je jedna od 30 administrativnih regija u Tanzaniji.
Glavni grad regije je Mpanda.
Regija je nastala u ožujku 2012., a prvim povjerenikom je imenovan dr. Rajab Mtumwa Rutengwe. On je prethodno bio na čelu okruga Katavi.
Podijeljena je u dva upravna okruga: Mpanda i Mlele.